# Iga Wyrwał
Iga Wyrwał ([ˈiɡa ˈvɨrvaw]; sinh ngày 20 tháng 2 năm 1989), còn được gọi là Eva hoặc Eve, là một nữ diễn viên và cựu người mẫu người Ba Lan.

## Sự nghiệp
Năm 2006, Wyrwał chuyển từ Ba Lan đến Rugby, Warwickshire ở Anh. Năm 2008, cô ký hợp đồng trở thành người mẫu trang bìa cho tạp chí Nuts. Cô ra mắt vào tháng 4 năm đó, được giới thiệu là "cô nàng mới lớn quyến rũ nhất nước Anh". Cũng trong tháng đó, cô đứng đầu tiên trong danh sách xếp hạng "100 cô gái ngực trần gợi cảm nhất năm 2008" của tạp chí này. 
Wyrwał đã xuất hiện trên nhiều tạp chí dành cho nam giới, bao gồm Front, phiên bản Ba Lan của Playboy  và CKM.  Cô xuất hiện trong các buổi chụp hình của nhiều các trang web khác nhau, bao gồm MET-Art, Breathtakers và Onlytease. Hình ảnh của cô ấy được đăng trên tờ báo quốc gia của Vương quốc Anh, Daily Star với tư cách là cô gái Trang 3 .  
Năm 2009, Wyrwał xuất hiện trong Mùa 10 của chương trình Taniec z Gwiazdami, phiên bản Ba Lan của Nghiêm túc đến nhảy múa. Trong chương trì, cô đứng thứ 11 chung cuộc trong bảng xếp hạng.
Cô từng vào vai Regina, người vợ thứ hai của Vua người lùn, trong bộ phim điện ảnh Your Highness năm 2011, có sự tham gia của các diễn viên Danny McBride, James Franco và Natalie Portman.

## Cuộc sống cá nhân
Vào tháng 1 năm 2009, Wyrwał thông báo rằng cô đang mang thai.   Cha của đứa trẻ được cho là nhà thiết kế đồ họa Martin Fausek của đài BBC.